# Serrat de la Mallola
El Serrat de la Mallola és una muntanya de 662 metres que es troba al municipi de la Baronia de Rialb, a la comarca catalana de la Noguera.